# Ibn
Ibn (en árabe, اِبْن), ben o bin (en árabe, بْن; en hebreo, בן) es un prefijo patronímico común en el árabe y el hebreo que significa ‘hijo de’, o en un sentido amplio, ‘descendiente de’. La forma femenina (‘hija de’) se define como bint بِنْت o ibna اِبْنَة en árabe y bat בת en hebreo. Se trata de una partícula típica de la onomástica árabe y judía, ya que forma parte de muchos nombres de persona. Por ejemplo, Musa ibn Nusair, Ahmed ben Bella, Ruqayya bint Muhámmad, Moza bint Nasser, Jesús ben Ananías o Úmar ibn al-Jattab (nótese cómo se escribe en minúscula). Su plural es banū en árabe y b'nei en hebreo. 

## Origen
Podría provenir de la forma protosemítica *bin-. Entre los semitas y otros pueblos devino común designar a una persona como «hijo de alguien», prefiriendo el nombre del padre al de la madre. Patronímicos similares se encuentran en la mayoría de lenguas (las sociedades patrilineales); por ejemplo, -ez en castellano: Fernández (‘hijo de Fernando’); -son en inglés: Johnson (‘hijo de John’); Mac- u O'- en gaélico escocés e irlandés: O'Brien (‘hijo de Brien’) o MacDonald (‘hijo de Donald’); -poulos en griego: Papadópoulos (‘hijo del sacerdote [Papado]’); -oğlu en turco: Alioğlu (‘hijo de Alí’), -ren en vasco: Perurena (‘hijo de Peru’)... etc. y así sucesivamente.

#### Equivalencia con otras lenguas semíticas
- Idioma acadio: 𒉿𒉡 bīnu
- Lenguas cananeas: 𐤁𐤍 bn
- Lenguas arameas: ܒܪܐ bərā
- Idioma maltés: iben
- Idioma ugarítico: 𐎁𐎐 bn
- Lengua fenicia: 𐤁𐤉𐤍 byn o 𐤁𐤍 bn
- Árabe antiguo meridional: 𐩨𐩬 bn

## Descripción
En lengua árabe, ibn o ben indica la genealogía (nasab) de la persona. Comúnmente se suele referir solo al padre, por ejemplo, Omar ben Yussef (‘Omar hijo de José’), sin embargo se puede alargar indefinidamente al abuelo, al bisabuelo, al tatarabuelo... (por ejemplo, el nombre de Mahoma es Muḥammad ibn ʿAbd Allāh ibn ʿAbd al-Muttalib ibn Hāšim al-Qurayšī) y remontarse hasta el nombre de un antepasado mítico. En lengua hebrea, rara vez se usa para referirse al padre, sino que se antepone al nombre del supuesto fundador de la familia.
Generalmente si la partícula se ubica al principio de un antroponímico se preserva la forma original ibn. En cambio, si se encuentra entre nombres, cae la اِ (i) inicial y se queda en bin o ben. Por esta norma, decir Osama bin Laden sería correcto, mientras que simplemente Bin Laden no (lo correcto sería Ibn Laden). Muchas personas famosas o históricamente reconocidas, pasan a llamarse directamente por su nasab, por ejemplo: Ibn Batutta o Ibn Yubair.
En el árabe y hebreo medieval, ibn se pronunciaba como aben o aban, de manera que muchos nombres de autores de la Edad Media han quedado fijados con esa entrada: Aben Ezra (Ibn Ezra), Abén Humeya (Ibn Umayya), Abenjaldún (Ibn Khaldūn), Abenragel (ibn ar-Rigal), Averroes (Ibn Rusd) o Avicenas (Ibn Sina).

## Uso
El uso de ibn o bin está fuertemente ligado a la cultura tribal árabe. Actualmente, los ciudadanos árabes de las grandes ciudades tienden a eliminar esta partícula de sus nombres. También es común que la partícula forme parte del nombre en sí, como en Benjamín.
Algunos animales incluyen ibn en su nombre, como en ابن عرس ibn ʿrs (‘comadreja‘’) o ابن آوى ibn aua (‘chacal‘’). En estos casos, su plural se hace con banāt, por ejemplo, بنات آوى banat aua (‘chacales’).

### Toponimia
En la Península ibérica existen multitud de nombres de lugar que comienzan por Ben-. Se aplicó a las localidades pobladas por moriscos, especialmente en el sur y el levante español. Algunos ejemplos son:
- Benacazón
- Benadalid
- Benahadux
- Benahavis
- Benalauría
- Benalmádena
- Benalúa
- Benalup
- Benamahoma
- Benamargosa
- Benamaurel
- Benamejí
- Benamocarra
- Benaocaz
- Benaoján
- Benarrabá
- Beniarbeig
- Beniardá
- Beniarrés
- Benicarló
- Benicàssim
- Benidoleig
- Benidorm
- Beniel
- Benifallín
- Benifató
- Benigànim
- Benigembla
- Benijófar
- Benilloba
- Benillup
- Benimantell
- Benimarfull
- Benimassot
- Benimeli
- Benisa
- Benitachell